# Mario Alborta
Mario Mauricio Alborta Velasco (La Paz, 19 settembre 1910 – La Paz, 1º gennaio 1976) è stato un calciatore boliviano, di ruolo attaccante.

## Carriera
Partecipò al Mondiale del 1930 con la Nazionale boliviana.